# Bolide de l'Alabama du 17 août 2018
Le 17 août 2018 à 7 h 19 UTC (0 h 19 heure locale), un bolide s'est désintégré dans le ciel de l'État américain de l'Alabama. Le météoroïde devait mesurer environ 2 mètres de diamètre.
Le bolide, quarante fois plus brillant que la pleine lune et donc facilement visible à l'œil nu, a été détecté par six caméras de la NASA ainsi que toutes les caméras et senseurs du Meteoroid Environment Office de la région. Le météore a été initialement observé à une altitude de 93 kilomètres au-dessus de Turkeytown, dans l'Alabama, puis s'est dirigé vers l'ouest à une vitesse estimée à 86 400 kilomètres par heure avant de se désintégrer environ 29 kilomètres au-dessus de Grove Oak, également dans l'Alabama.